# Чёрный тюльпан (Пятигорск)
Памятник «Чёрный тюльпан» открыт 2 августа 2012 года на Аллее памяти в сквере около Лазаревской церкви городе Пятигорске. Посвящён жителям города, погибшим при исполнении воинского долга в Афганистане и других «горячих точках». В Афганистане служили 330 пятигорчан, в Чечне — 1500. 21 из них погиб.

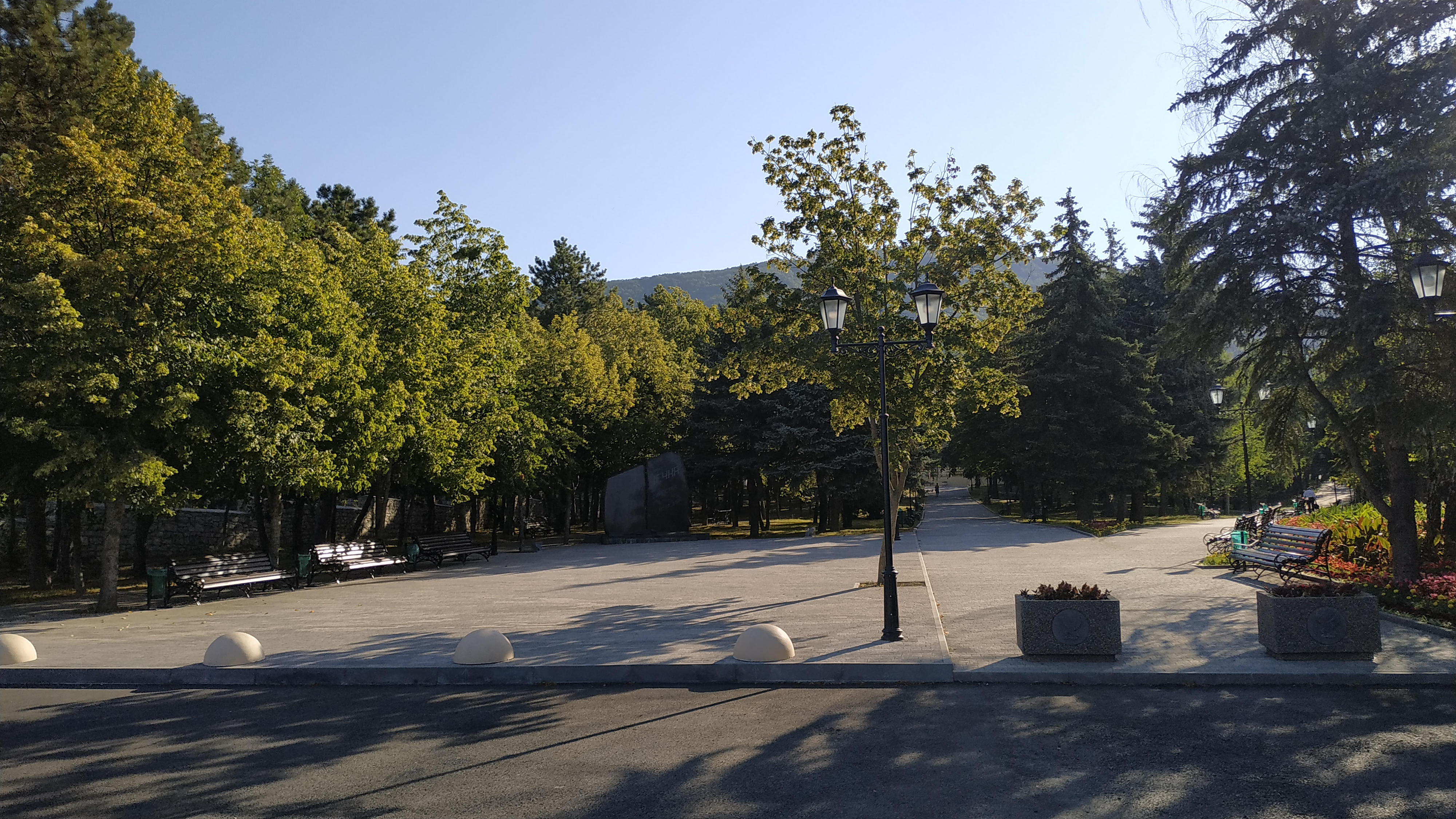
Дорога к Лазаревской церкви и памятник «Чёрный тюльпан» (в глубине)

## Описание
Название памятнику дало неофициальное название самолёта Ан-12 («Чёрный тюльпан»), увозившего тела погибших солдат (так называемый «груз 200») с территории Афганистана в ходе афганской войны.
Мемориал представляет собой треснувшую чёрную гранитную стелу, на которой выбиты названия «горячих точек»: крупно «Афганистан», «Чечня» и помельче «Ангола», «Дагестан», «Египет», «Сирия», «Абхазия» и др.

## История создания
Инициатором установки памятника выступил Пятигорский фонд реабилитации ветеранов локальных войн и вооруженных конфликтов. Средства на изготовление и установку «Черного тюльпана» — около 1,5 млн рублей — пожертвовали предприниматели, меценаты, сотрудники фонда, жители Пятигорска.